# Fritz H. Wolters
Friedrich Hermann (Fritz) Wolters (* 17. Juli 1905 in Sunstedt,  Kreis Helmstedt; † 21. September 1981 in Düsseldorf) war ein deutscher Baubeamter und Hochschullehrer.

## Leben und Wirken
Wolters studierte von 1926 bis 1930 an der TH Braunschweig Architektur und Bauingenieurwesen, promovierte 1932 zum Dr.-Ing. und war anschließend wissenschaftlicher Assistent und Lehrbeauftragter am Lehrstuhl für Baustoffkunde der TH Braunschweig. Sein Haupt-Forschungsgebiet war der Beton-Ausdehnungskoeffizient bei Start- und Landebahnen. Nach der Machtübergabe an die Nationalsozialisten wurde er 1933 Mitglied im NSKK, 1935 auch förderndes Mitglied der SS. Zum 1. Mai 1937 – unmittelbar nach der Lockerung der Mitglieder-Aufnahmesperre – trat er der NSDAP bei. 1936 ging er nach Berlin und bekam eine Stelle als Regierungsbaurat im neugeschaffenen Reichsluftfahrtministerium. Hier wurde er der Spezialist für Flugplatzbau. Während des Zweiten Weltkriegs war er Leiter des Baustabs für Nachschub- und Versorgungseinrichtungen der Luftwaffe. 1941 wurde er zum Oberregierungsbaurat ernannt, 1942 verbeamtet.
Vom Mai 1945 bis zum Dezember 1949 war Wolters in sowjetischer Kriegsgefangenschaft. Danach war er zunächst bei einem Bauunternehmen in Königslutter tätig. 1951 wurde er, der sich bereits 1944 habilitiert hatte, zum Privatdozenten an der TH Braunschweig ernannt. 1953 ging er dann als Baubeamter nach Bonn zur Bundesbaudirektion.
1955 wurde die Bundesrepublik souverän, trat daraufhin der NATO bei und Bonn wurde Bundeshauptstadt. Die Militärflugplätze in der britischen Besatzungszone (Düsseldorf-Lohausen und Köln-Wahn) wurden der Landesregierung von Nordrhein-Westfalen zurückgegeben, worauf diese 1957 das "Staatsneubauamt-Flughäfen" in Wahn gründete und Wolters zum Vorstand (Ltd. Regierungsbaudirektor) ernannte. Das Aufgabengebiet der neuen Baubehörde war die Planung und Oberbauleitung der neuen Hauptstadt-Flughafen Köln/Bonn und des Internationalen Flughafen Düsseldorf, sowie aller Regional-Flugplätze in NRW. Im selben Jahr wurde der internationale, deutsche Flugverkehr wiederaufgenommen und die Lufthansa ging erstmals nach dem Krieg wieder an den Start mit den modernsten Großflugzeugen.
Die Start- und Landebahnen waren aber noch nicht für die interkontinentalen Düsenflugzeuge ausgelegt und so war das Staatsneubauamt mit der Planung und Überwachung der Baumaßnahmen über Jahre beschäftigt (Münster 1968 bis 1972, Düsseldorf 1969 bis 1973, Köln-Bonn 1965 bis 1970).
Das enorme Aufgabengebiet von Fritz H. Wolters und seinen Mitarbeitern geht auch aus der Summe hervor die in über zehn Jahren von seinem Büro verantwortet werden mussten: insgesamt fast eine halbe Milliarde DM.
Ab 1970 lehrte Wolters an der RWTH Aachen als Honorarprofessor für Bauliche Anlagen von Verkehrsflughäfen und ihre Funktion. Am 14. April 1970 wurde ihm das Bundesverdienstkreuz erster Klasse verliehen. 1979 wurde ihm die Auszeichnung Träger der Hochschulplakette verliehen.